# Borussia-Park
Le Stadion im Borussia-Park est un stade de football situé à Mönchengladbach dans le Land de Rhénanie-du-Nord-Westphalie en Allemagne.
C'est le domicile de Borussia Mönchengladbach du Championnat d'Allemagne de football. Le Borussia-Park a une capacité de 54 067 places, dont 37 922 places assises et 16 145 debout. Pour les matchs internationaux, les sections de places debout sont converties en sièges temporaires pour une capacité totale de 46 249 spectateurs assis.

## Histoire
En 1998, Rolf Rüssmann présenta pour la première fois le modèle et le planning d'un tout nouveau stade. L'accord avec le sponsor IBM était conclu, et le site du Nordpark était déjà envisagé. La nouvelle arène devait coûter 228 millions DM (DeutschMark) (+ 25 millions pour le terrain et sa viabilisation) et disposer d'une capacité de 54 000 spectateurs pour les matchs de championnat ainsi que de 44 000 lors de matchs internationaux. Les particularités de ce modèle de stade étaient un toit rétractable, une pelouse amovible et la multifonctionnalité.
Malheureusement, ce projet fut abandonné, faute de budget. Mais en 1999, Dr. Adalbert Jordan, Siegfried Söllner et Rolf Königs prirent la direction du club, ils mettaient de côté les plans du stade sans pour autant les abandonner totalement. Leur objectif : désendetter le club.
Après l'attribution de la Coupe du monde 2006 à l'Allemagne en l'an 2000, les plans ont été ressortis. Après le premier coup de bêche en mars 2002, le dépôt de bilan du groupe Kirch entraînait déjà du retard. Le planning et les concepts financiers devait être revus et repris. Finalement, le financement était consolidé et la réalisation du stade commença.
Avec 87 millions d'euros, une solution raisonnable et réalisable fut entreprise, à la suite des projets gigantesques de constructions trop chères. Pour le club, le projet actuel entraînait une charge avoisinant les 5 millions d'€ par an en intérêts et remboursement, un ordre de grandeur faisable. Néanmoins, la tâche n'était pas chose facile; financer le BORUSSIA-PARK et le réaliser ensuite.
La crise du secteur de la télévision provoquée par la faillite du magnat des médias Leo Kirch et d'autres facteurs retardaient encore et encore le feu vert définitif. Mais malgré les imprévus, la présidence et la direction y arrivèrent à temps. Le 13 novembre 2002, les travaux de terrassement du Borussia-Park commencèrent. Le stade fut inauguré à l'occasion du match d'ouverture de la Bundesliga 2004-2005. Depuis la première fois dans les 104 ans d'histoire du club, toutes les institutions sont réunies en un endroit, au Borussia-Park. Celui-ci n'englobe pas seulement le nouveau stade du Borussia au cœur du parc, mais au total 210 000 m² de terrain appartenant au club, avec ses sept nouveaux terrains d'entraînement, sa propre école de football avec internat, des parkings sur une surface de neuf hectares, les bureaux affiliés au stade sur 18 450 m², un musée, une boutique des fans, un bar de sport et beaucoup d'autres institutions.
Le Stadion im Borussia Park fut enfin le domicile du Borussia Mönchengladbach.

## Événements
- NATO-Musikfest
- Coupe du monde de football féminin 2011[1]

## Galerie

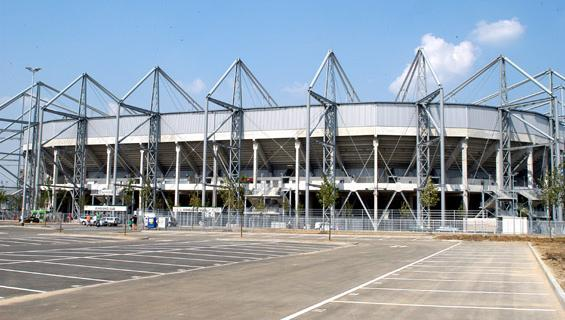
Façade extérieure
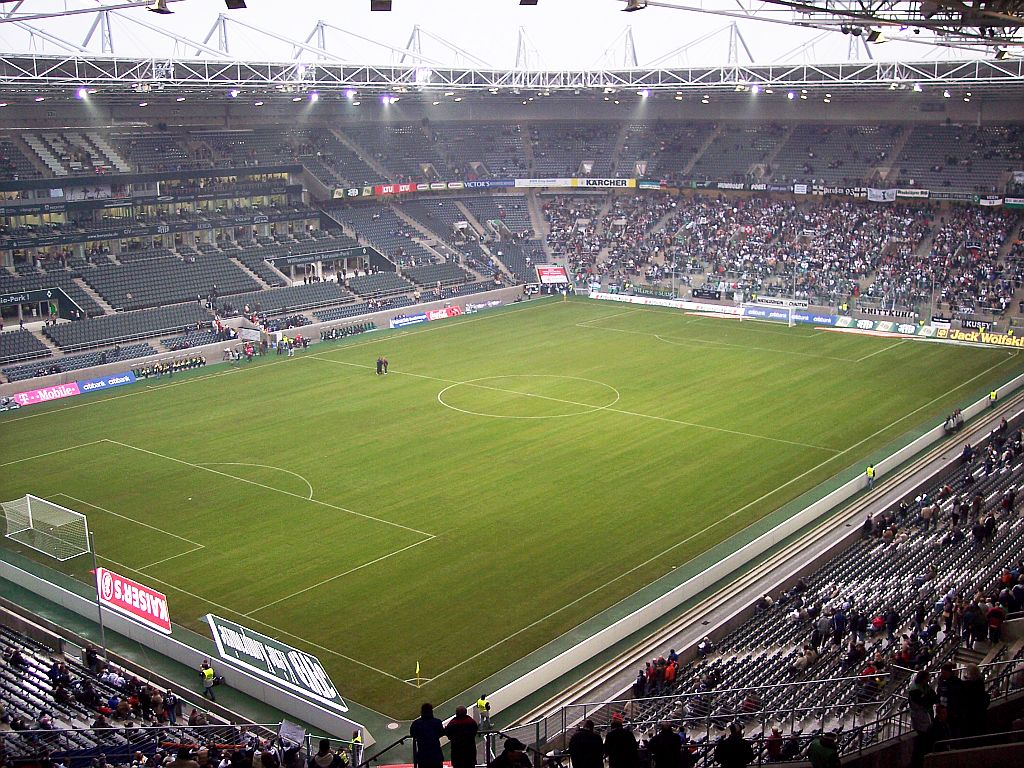
Vue intérieure
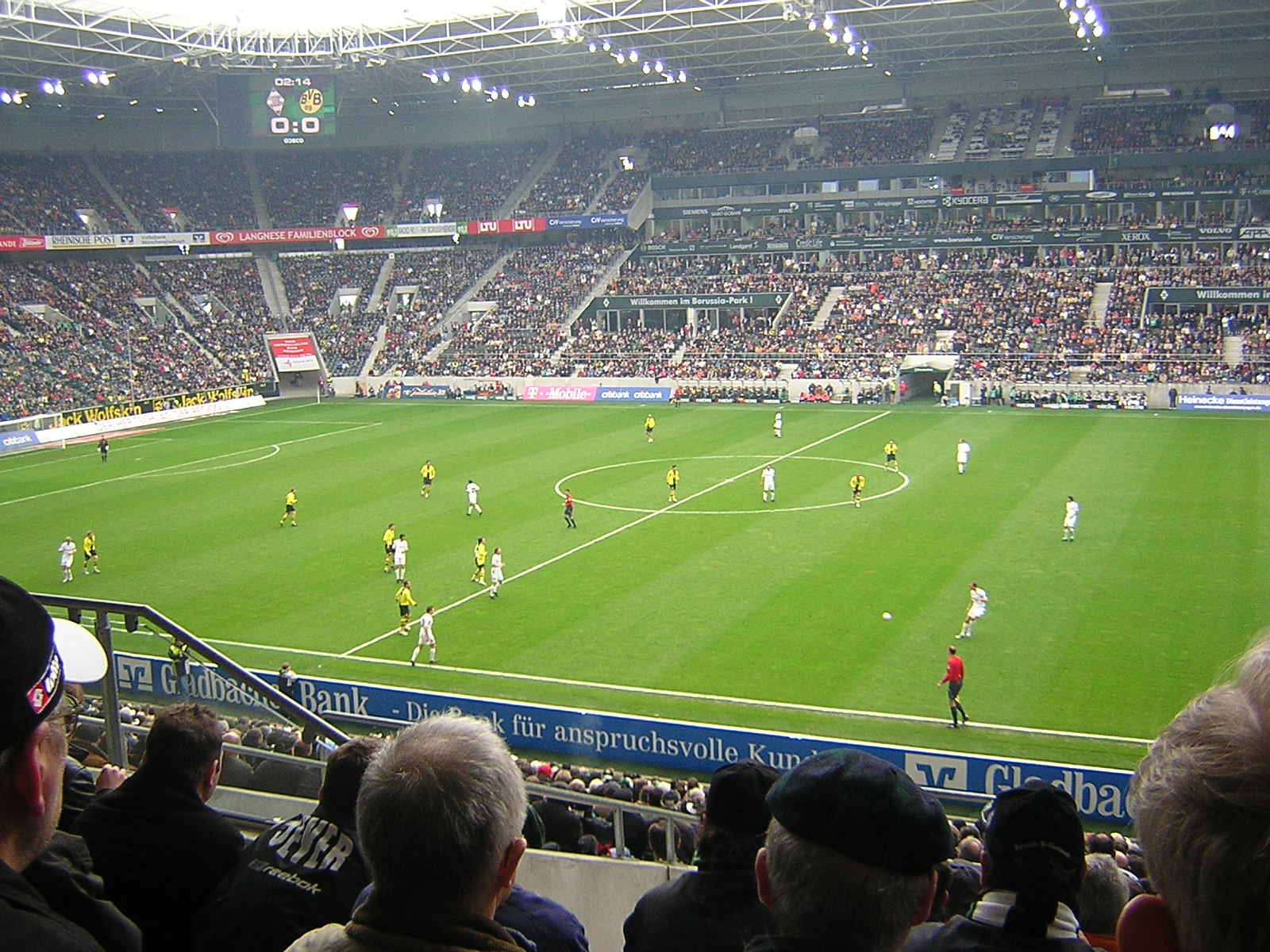
Un match de Bundesliga
Schéma des tribunes